# Hugó Ballya
Hugó Ballya (Košice, 20 de julio de 1908-Budapest, 8 de enero de 1995) fue un deportista húngaro que compitió en remo. Ganó seis medallas en el Campeonato Europeo de Remo entre los años 1931 y 1938.

## Palmarés internacional
| Campeonato Europeo | Campeonato Europeo       | Campeonato Europeo | Campeonato Europeo |
| Año                | Lugar                    | Medalla            | Prueba             |
| ------------------ | ------------------------ | ------------------ | ------------------ |
| 1931               | París (Francia)          | Medalla de bronce  | Ocho con timonel   |
| 1933               | Budapest (Hungría)       | Medalla de oro     | Ocho con timonel   |
| 1933               | Budapest (Hungría)       | Medalla de plata   | Cuatro con timonel |
| 1935               | Berlín (Alemania)        | Medalla de oro     | Ocho con timonel   |
| 1937               | Ámsterdam (Países Bajos) | Medalla de bronce  | Cuatro sin timonel |
| 1938               | Milán (Italia)           | Medalla de plata   | Ocho con timonel   |